# Thraupis cyanocephala
Thraupis cyanocephala là một loài chim trong họ Thraupidae.